# Медяник, Дэвид
Дэ́вид Кристо́фер Медя́ник (англ. David Christopher Miedzianik, произношение по правилами английского языка Мэ́джэник, род. 24 июля 1956 года) — британский поэт и писатель
, первый мужчина с аутизмом, который написал автобиографию.

## Биография
Медяник родился в Ротереме в русской семье. В 1972 году, когда ему было 16 лет, у него был диагнозирован аутизм.
В 1985 году, он написал свою первую книгу, «My Autobiography» (рус. Моя автобиография), изданную в 1986 году через Ноттингемский университет. Книга была переиздана в США в 1993 году, через Аутичное общество Северной Каролины. В это же время он написал свои первые поэмы. Тематика его поэзии — депрессия, изоляция и печаль.
В 1997 году была издана антология поэзии Медяника «Now all I’ve got left is myself». В этом же году он написал артикуль Autism: a life history approach с Сары Кроскин.